# Historisches Rathaus (Karlstadt)

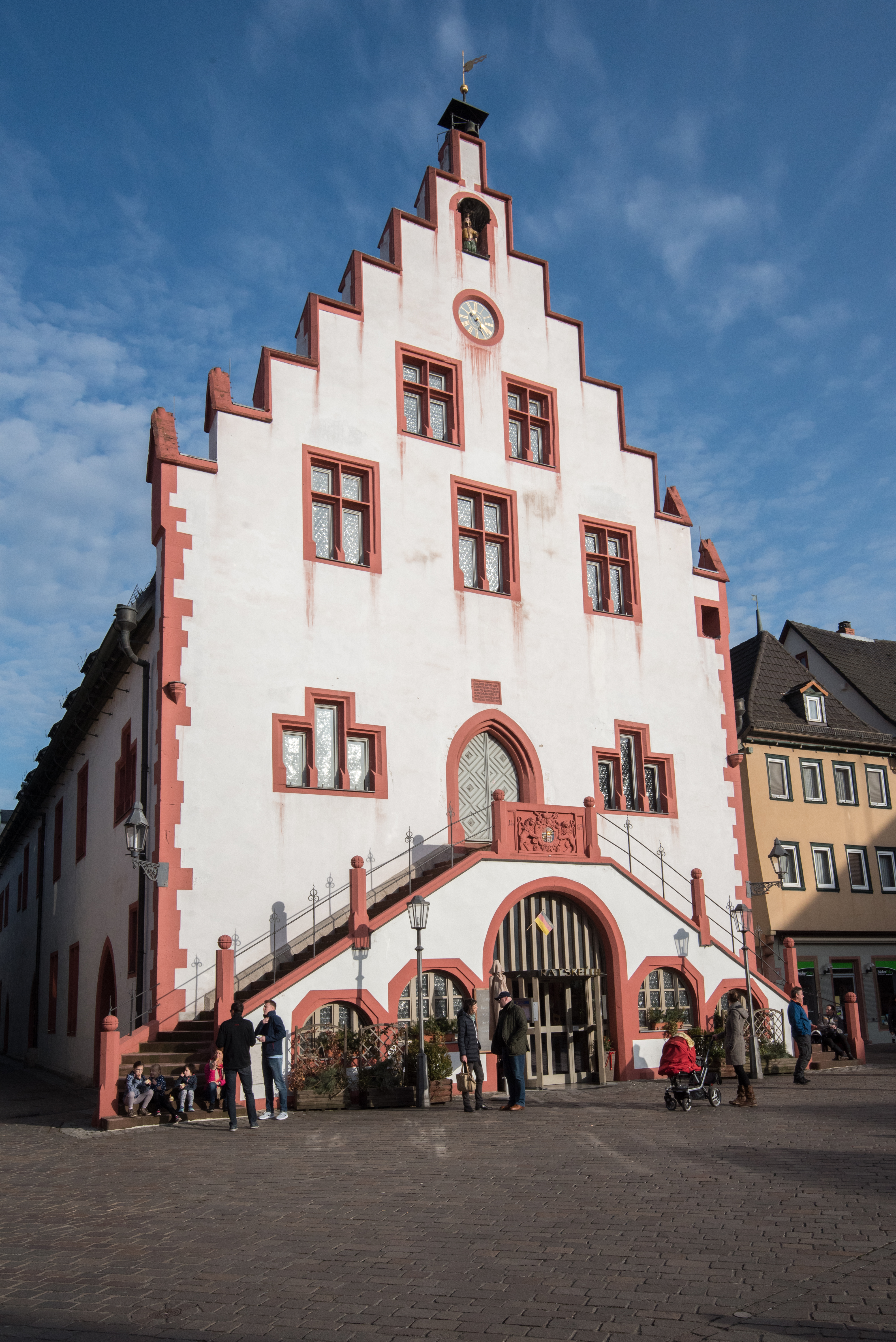
Rathaus in Karlstadt

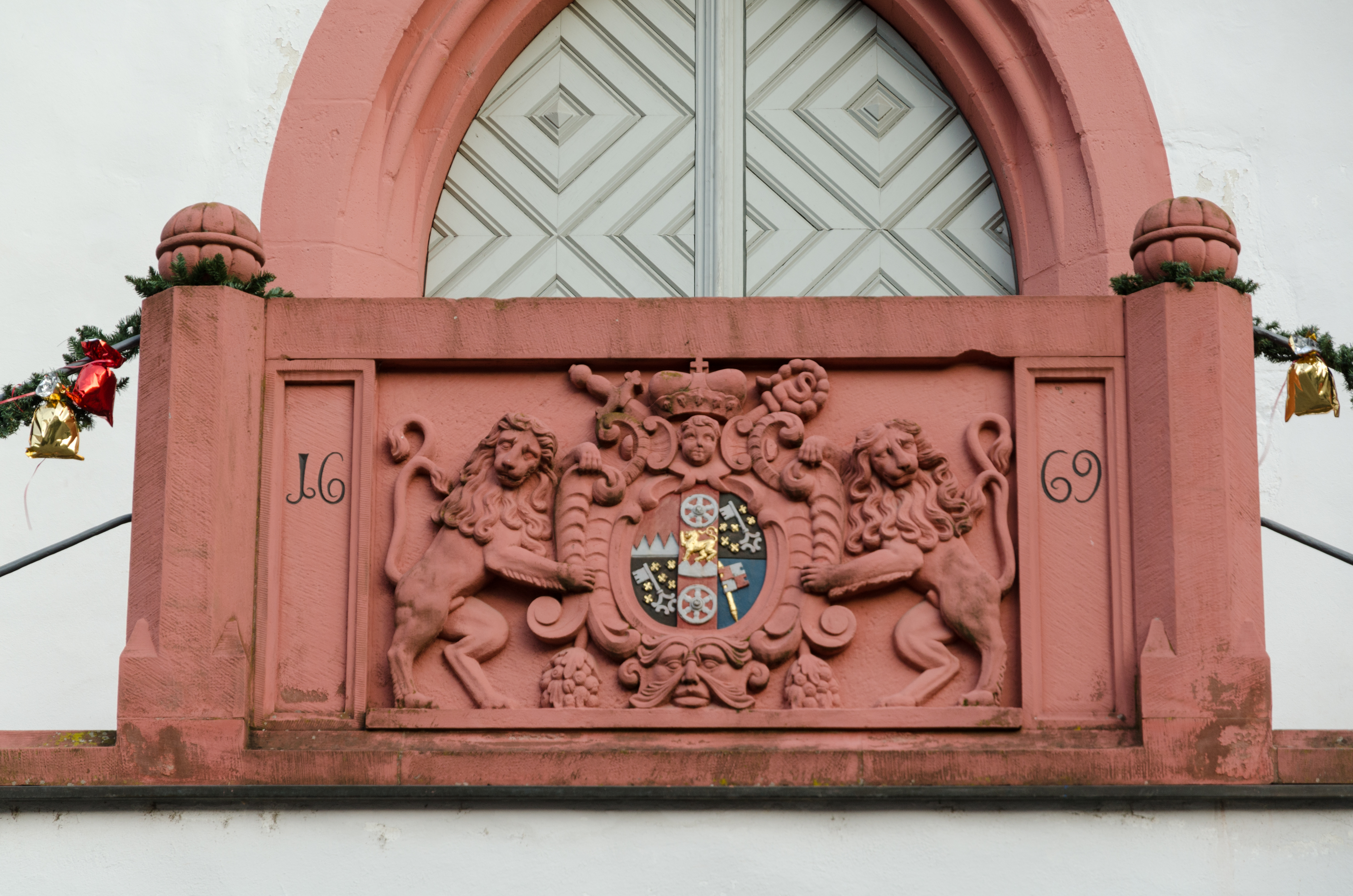
Wappentafel an der Freitreppe

Das Rathaus in Karlstadt, einer Stadt im unterfränkischen Landkreis Main-Spessart in Bayern, wurde 1422 errichtet. Das Rathaus am Marktplatz 1 ist ein geschütztes Baudenkmal. 
Das spätgotische Rathaus mit seinem Treppengiebel liefert den beherrschenden Blickfang im Platz, sich in die Fluchtlinie der Hauptstraße einschiebend, teilt sie diese in zwei Hälften. 
Der freistehende zweigeschossige Satteldachbau über rechteckigem Grundriss sowie Putzmauerwerk mit profilierten Sandsteinrahmungen hat eine zweiläufige Freitreppe zum Markt mit Wappentafel. 
Die Ratsstube, mit eichenen Pfeilern und Balkendecke, hat Ratsschränke von 1625 und 1630.  